# 천안 광덕사 삼세불도
천안 광덕사 삼세불도(天安 廣德寺 三世佛圖)는 대한민국 충청남도 천안시, 광덕사 대웅전의 후불탱화로 조성된 조선시대의 삼세불화이다. 2007년 10월 30일 충청남도의 유형문화재 제190호로 지정되었다.

## 개요
광덕사 대웅전의 후불탱화로 조성된 삼세불화로, 1744년 조성되었으며 원래는 중앙에 영산회상도, 왼쪽에 아미타회상도, 오른쪽에 약사회상도가 봉안되어 있었으나 1991년 약사회상도가 분실되어 현재 영산회상도와 아미타회상도 2점만 남아 있음. 안정된 구도와 원만한 인물표현, 유려한 필선, 뛰어난 채색 등 18세기 전반 불화의 형식을 잘 보여주는 작품이다.

## 같이 보기
- 천안 광덕사 대웅전 - 충청남도 문화재자료 제246호

## 참고 자료
- 천안 광덕사 삼세불도 - 국가유산청 국가유산포털